# Maria im Elend (Baar)

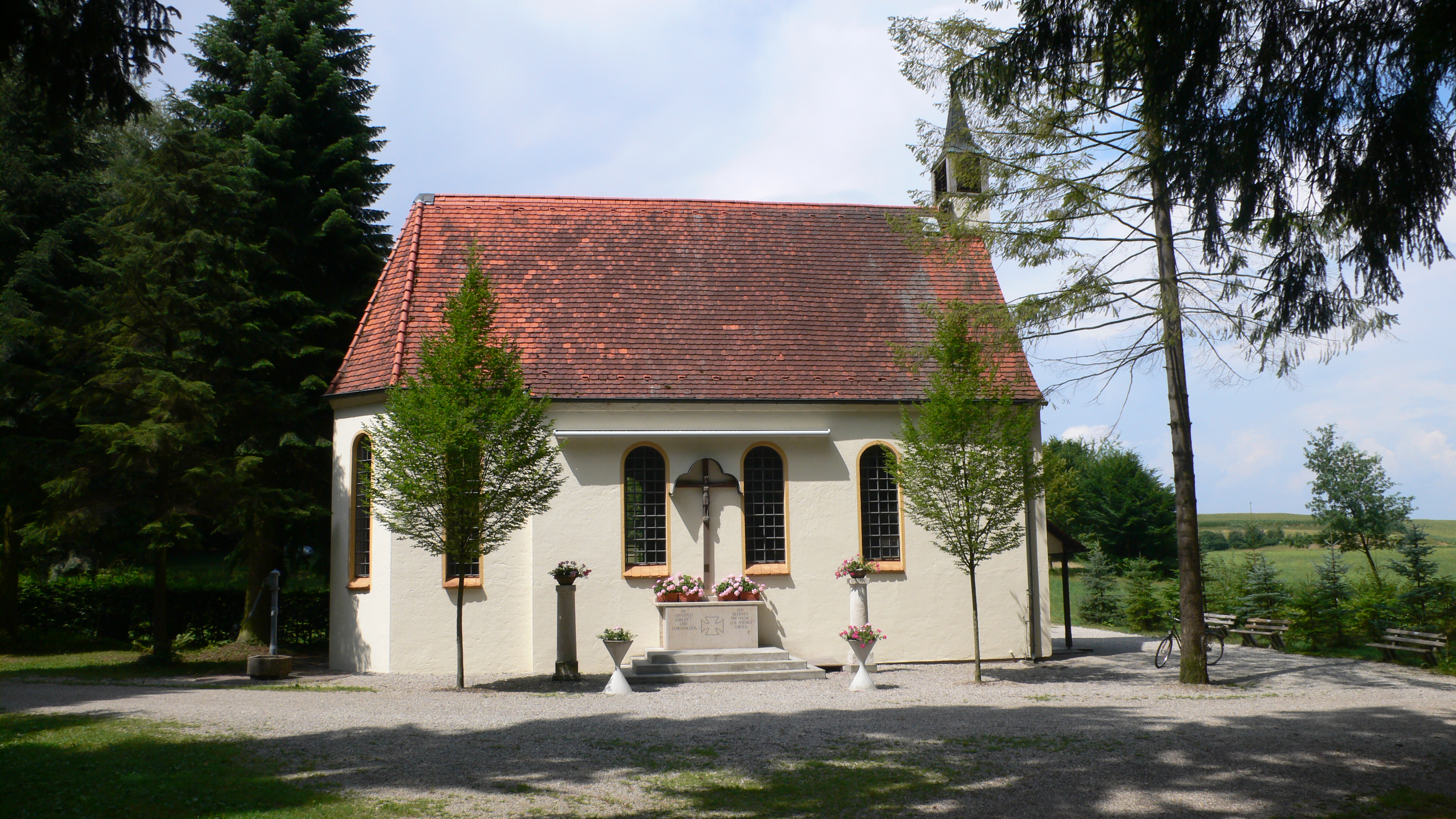
Wallfahrtskapelle Maria im Elend von Süden

Die Wallfahrtskapelle Maria im Elend liegt auf Baarer Gemeindegebiet zwischen Baar (Schwaben) und Thierhaupten. Das Patroziniumsfest einer Maria-Elend-Kirche wird am 15. September begangen.

## Vorläuferkapellen
Im Jahr 1704 gelobte der Kuhhirte Nikolaus Kiegele, dem in Kriegswirren drei im Gutswald versteckte Kühe aus dem Bestand des Schlossgutes Unterbaar entlaufen waren, eine Marienkapelle zu errichten. Nach deren glücklichem Auffinden errichtete er am Fundort eine kleine hölzerne Kapelle und betete dort täglich den Rosenkranz. Nach Kiegeles Wegzug verfiel die kleine Kapelle im Laufe der Jahre. Als Notlösung wurde die darin befindliche Marienfigur, ein Werk des Holzbildhauers Michael Nieß aus Bayerdilling, in einen kleinen hölzernen Schrein des Unterbaarer Zimmermanns Matthias Kunn gestellt und an einem Baum befestigt. Im Jahre 1742 ließ Benefiziat Friedrich Obersteiner aus Unterbaar mit Erlaubnis des Gutsherrn eine neue steinerne Kapelle errichten, die durch Obersteiners Förderung der Wallfahrt in der Bevölkerung zu großer Beliebtheit gelangte und 1822 durch einen Neubau ersetzt wurde. Diese Kapelle wurde 1958 demoliert.

## Kapelle

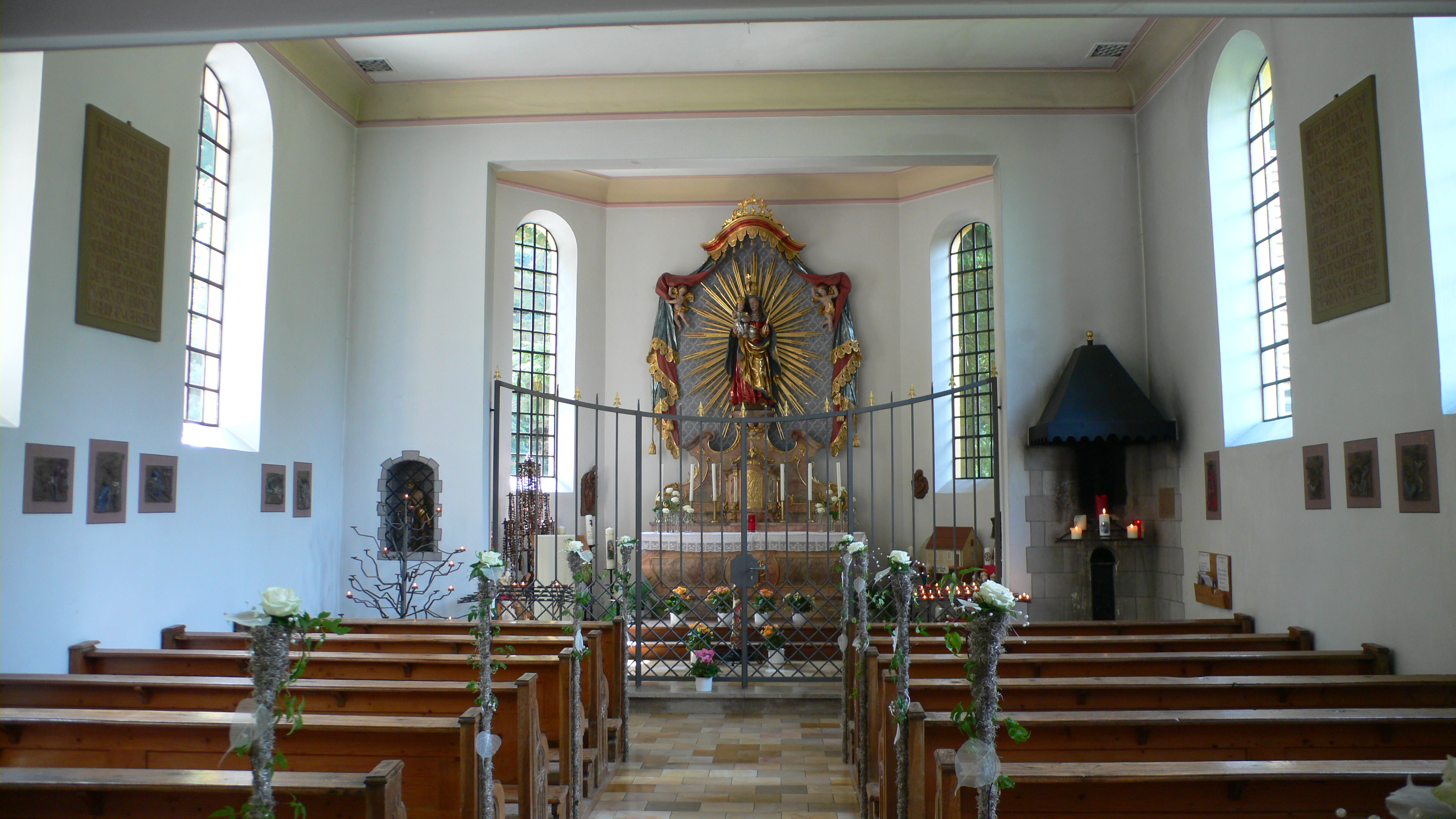
Innenraum

Pfarrer Karl Schwab von der Pfarrei Sankt Laurentius in Oberbaar legte am 15. August 1957 den Grundstein für eine neue Kapelle, weil die alte Kapelle zu baufällig war. Die neue Kapelle wurde nach den Plänen des Architekten Herbert Schineis ca. 200 Meter vom ursprünglichen Standort entfernt auf einem von der Stadt Augsburg zur Verfügung gestellten Bauplatz errichtet und am 20. November 1958 vom Augsburger Bischof Josef Freundorfer geweiht.
Während die ursprüngliche Marienfigur nicht mehr vorhanden ist, sind zwei heute in der Apsis der Kapelle aufgestellte Marienfiguren aus dem 18. Jahrhundert erhalten geblieben. Die Einrichtung der abgebrochenen Kapelle (beide Marienfiguren, ein gegeißelter Heiland und mehrere Votivtafeln) wurde, soweit erhalten, in die neue Kapelle überführt, der Hauptaltar neu gestaltet. Aus dem Jahr 2001 stammt der Sakristei-Anbau an der Nordseite.
Heute ist die Wallfahrtskapelle ein beliebtes Ausflugsziel für Wanderer und Radfahrer. Die Kapelle wird auch für Hochzeiten genutzt, von der Wallfahrt zeugen zahlreiche Votivgaben im Innenraum. Im Mai finden sonntägliche Maiandachten sowie die alljährliche Krieger- und Soldatenwallfahrt statt.

## Beiname „im Elend“
Entgegen anderslautenden Annahmen hat der Zusatz „im Elend“ nichts mit dem zwischenzeitlichen Verfall der Kapelle zu tun. Ahd. elilenti bedeutet so viel wie „ferner, abgelegener Ort“, „Ausland“ (vergleichbar mit dem Ort Elend im Harz). Der Name weist also lediglich auf die dezentrale Lage der Kapelle hin.